# Electrotango
Electrotango – Tango electrónico nennt man eine Abmischung und/oder ein Arrangement von klassischer Tangomusik des Tango Argentino mit elektronischen Beats und Klängen. Beim Electrotango können melodische Stilkopien oder tatsächliche klassische Tangomusikstücke zur Verwendung kommen.
Der Musikstil entstand Ende der 1990er Jahre gleichzeitig in Europa und in Argentinien. Erste Ansätze gab es in der experimentellen House-Szene (Tango-House) sowie im Trip-Hop und im Drum and Bass, Beispiele finden sich etwa bei der argentinischen Gruppe Altocamet. Die Tracks basierten jedoch noch auf Samples von Tango-Platten und eine eigenständige Szene konnte sich lange Zeit nicht entwickeln.
Nach der Jahrtausendwende begannen einige Bands, auch live zu spielen und dabei echte Instrumente einzusetzen, was dem Musikstil einen Popularitätsschub gab. Prägend waren Bands wie das französische Gotan Project mit ihrem Debütalbum La Revancha del Tango, die argentinische Gruppe Tanghetto und das Projekt Bajofondo Tango Club.
Meist wird im Electrotango ein langsamer Funk-Beat, ähnlich wie im Trip-Hop, mit Tango-Fragmenten gemischt. Es gibt aber auch Electrotango-Projekte, die als Basis einen House-Beat im 4/4-Takt einsetzen. Die stilistische Vielfalt innerhalb des Genres ist groß.
Nach dem Erfolg erster Projekte wurden 2003 und 2004 sehr viele Elektrotango-Alben auf den Markt geworfen, die rasch und mit einfachsten Mitteln produziert worden waren – das Genre wurde für Musiker im wirtschaftlich desolaten Argentinien eine Hoffnung auf finanziellen Erfolg. Im Laufe des Jahres 2005 nahm die Flut von Veröffentlichungen wieder ab und auch die Vorreiter Gotan Project widmeten sich mit dem Album Lunático von 2006 wieder verstärkt klassischen Strukturen des Tango Argentino.

## Electrotango als Tanzmusik
Zu Electrotango wird oft Neotango getanzt. Der elektronische Takt gilt als anfängerfreundlicher verglichen mit den komplexeren Taktwechseln rein klassischer Interpretationen.

## Bekannte Interpreten
- Bajo Fondo Tango Club
- Debayres
- Electro Dub Tango
- Electrocutango
- Etango
- Gotan Project
- Kantango
- Narcotango
- Otros Aires
- Rarotango
- San Telmo Lounge
- Tanghetto
- Tango Crash
- Tango Fusion Club
- Tango Jointz
- Tangothic
- Tangowerk
- Ultratango
- Zona Tango